# James Couttet
James Couttet (* 18. Juli 1921 in Chamonix, Haute-Savoie; † 13. November 1997 ebenda) war ein französischer Skisportler, der im alpinen Skisport sowie im Skispringen aktiv war. In den Jahren vor und nach dem Zweiten Weltkrieg galt er als einer der besten Skiläufer der Welt.

## Biografie
Bereits im Alter von 17 Jahren wurde Couttet 1938 in Engelberg Weltmeister in der Abfahrt. Seine sportliche Entwicklung wurde durch das Kriegsgeschehen unterbrochen. Bei der ersten alpinen Großveranstaltung nach Kriegsende, den Olympischen Winterspielen im Februar 1948 in St. Moritz, bei denen er der Fahnenträger (Porte-drapeau) war, gelang es Couttet, an seine früheren Erfolge anzuknüpfen. Im Slalom gewann er hinter dem Schweizer Edy Reinalter die Silbermedaille; in der Kombination wurde er Dritter. Zwei Jahre später gewann er bei den Skiweltmeisterschaften in Aspen weitere zwei Medaillen: Silber in der Abfahrt und Bronze im Riesenslalom.
In seiner Karriere wurde Couttet neunmal französischer Meister. Für vier Siege beim Arlberg-Kandahar-Rennen (1939, 1947, 1948, 1950) wurde er als einziger Skirennläufer neben Karl Schranz zweimal mit dem Diamantenen Arlberg-Kandahar-Stern ausgezeichnet.
Nach Beendigung seiner aktiven Laufbahn trainierte er das Herrenteam Frankreichs in der Vorbereitung auf die Olympischen Winterspiele 1952 in Oslo und begleitete als Trainer die französische Skinationalmannschaft bei den Olympischen Winterspielen 1956 in Cortina d’Ampezzo.
Couttet entwickelte zusammen mit dem französischen Seilbahnkonstrukteur Denis Creissels die Téléscaphe, eine Unterwasser-Seilbahn, die ein Jahr lang in Marseille betrieben wurde. Couttet war mit der Skirennläuferin Lucienne Schmith-Couttet verheiratet.